# Eric Leckner
Eric Charles Leckner (Inglewood, 27 maggio 1966) è un ex cestista statunitense, professionista nella NBA, in Italia, Grecia e Argentina.

## Carriera
È stato selezionato dagli Utah Jazz al primo giro del Draft NBA 1988 (17ª scelta assoluta).
Con gli Stati Uniti ha disputato le Universiadi di Zagabria 1987.